# Статус-кво
Статус-кво (лат. status quo «положення, в якому») — термін, який вживають на позначення стану речей, що склався на поточний час у певній предметній області. Термін широко застосовують у юриспруденції.
«Зберегти статус-кво» означає залишити все так, як є.

## У міжнародному праві
У міжнародному праві термін статус-кво вживається для позначення будь-якого фактичного або правового положення, яке існує нині[коли?] або існувало в минулому, й про відновлення або збереження якого йдеться. У міжнародній правовій практиці вживається також термін лат. status quo ante bellum — положення, що існувало перед початком війни.

## У дебатних іграх
Також термін «статус-кво» часто вживають в дебатних іграх. Статус-кво — один з основних елементів дебатного кейсу. Часто вживають в американському парламентському форматі. У дебатах статус-кво означає становище, в якому перебуває суспільство, країна тощо за заданою резолюцією. Статистичні дані зазвичай наводять у статус-кво.